# Victor Felea
Victor Felea (n. 24 mai 1923, Muntele Băișorii, județul Cluj - m. 28 martie 1993, Cluj-Napoca) a fost un poet, eseist, și critic literar român.

## Biografie
Fiul lui Toader Felea, preot român unit (greco-catolic), și al Mariei. Licențiat al Facultății de Litere și Filosofie a Universității clujene (1948), el va ocupa posturile de referent literar la Teatrul Național din Cluj (1949-1950), redactor la Almanahul literar și apoi la Steaua (1949-1970). A fost redactor-șef adjunct la revista Tribuna (1970-1985). Din 1949 a fost membru al Uniunii Scriitorilor din România.
Debutează editorial cu volumul de versuri Murmurul străzii (1955). Colaborează la majoritatea revistelor literare din țară (Steaua, Tribuna, Contemporanul, Gazeta literară, Cronica, Orizont, România literară etc). A mai publicat traduceri din Robert Frost, Marcel Brion, Roy MacGregor-Hastie etc.

## Volume publicate

### Versuri
- Soarele și liniștea (1958)
- Voci puternice (1962)
- Revers citadin (1966)
- Omul modern (1967)
- Ritual solitar (1969)
- Sentiment de vârstă (1972)
- Cântecul materiei, versuri alese (1973)
- Cumpăna bucuriei (1975)
- Gulliver (1979)
- Reminiscențe naive (1979)
- Istorie personală (1983)
- De toamnă (1986)
- Decorul speranței (1988)
- Jucător de rezervă (1990)
- Ritual solitar, antologie postumă (2001)

### Critică literară
- Dialoguri despre poezie (1965)
- Reflexii critice (1968)
- Poezie și critică (1971)
- Secțiuni (1974)
- Aspecte ale poeziei de azi, vol. I-III (1977-1984)
- Prezența criticii (1982)

### Memorialistică
- Jurnalul unui poet leneș (2000)

## Premii
- Premiul revistei Steaua (1968)
- Premiul Uniunii Scriitorilor din România (1971, 1983)
- Premiul Asociației Scriitorilor din Cluj-Napoca (1975, 1979)

### Distincții
- Medalia „Meritul Cultural” clasa a II-a (16 decembrie 1972) „pentru merite deosebite în opera de construire a socialismului, cu prilejul aniversării a 25 de ani de la proclamarea Republicii”[2]